# TV Pictoris
TV Pictoris även känd som HD 30861, är en dubbelstjärna belägen i den mellersta delen av stjärnbilden Målaren. Den har en högsta kombinerad skenbar magnitud av ca 7,37 och kräver en kraftig handkikare för att kunna observeras. Baserat på parallaxmätning inom Hipparcosuppdraget på ca 4,70 mas, beräknas den befinna sig på ett avstånd på ca 690 ljusår (213 parsek) från solen. 

## Egenskaper
Primärstjärnan TV Pictoris A är en vit till blå stjärna i huvudserien av spektralklass A2 V Den har en massa som är ca 1,2 solmassa, en radie som är ca 4,3 solradie och utsänder energi från dess fotosfär motsvarande ca 33 gånger solen vid en effektiv temperatur av ca 8 300 K.

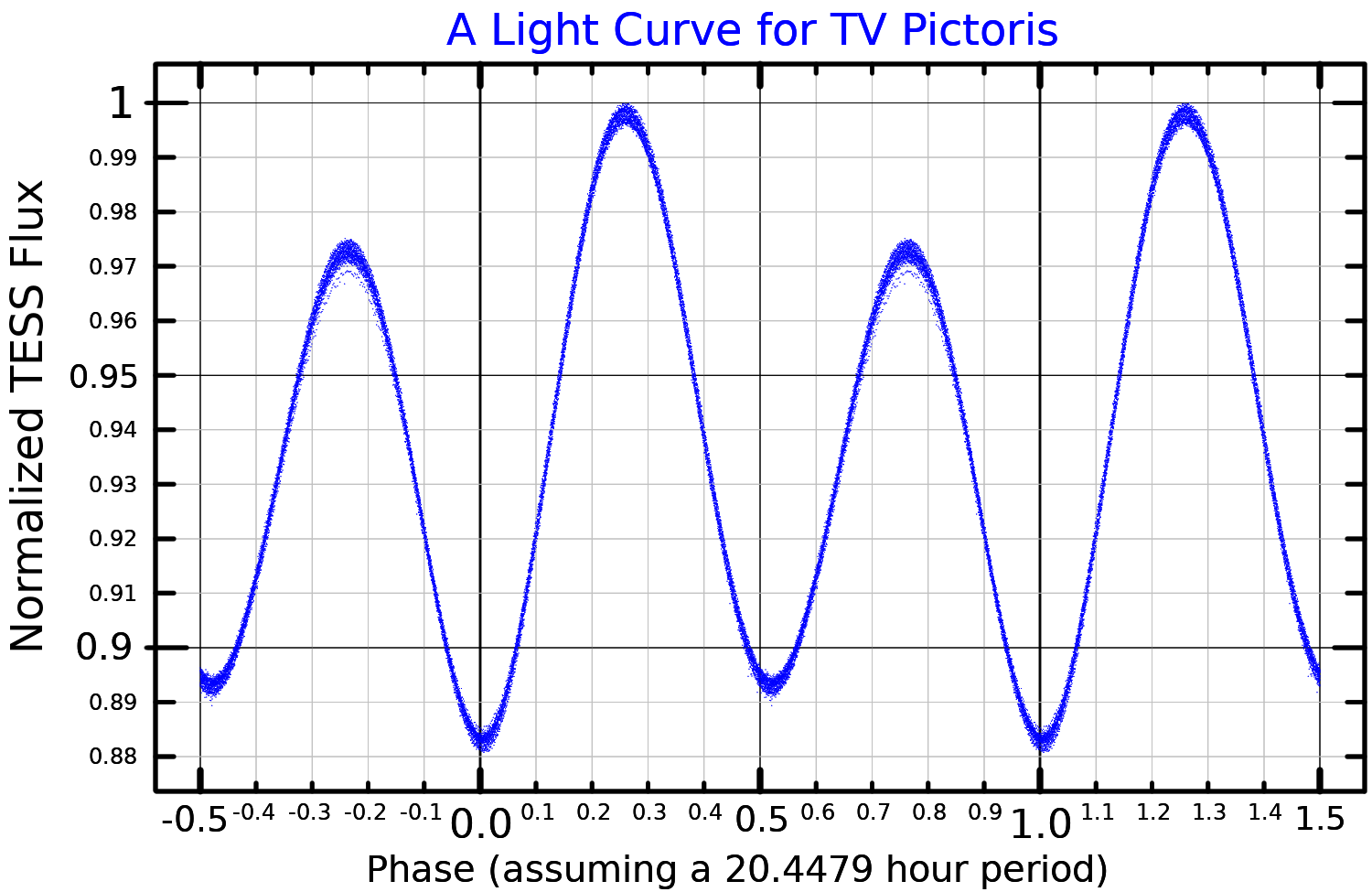
Ljuskurva för TV Pictoris, plottad från TESS-data

Följeslagaren TV Pictoris B är en vit stjärna i huvudserien av spektralklass A9-F0 V med en massa av ca 0,8 solmassa och en radie av ca 2,1 solradier och har en effektiv temperatur av ca 7 000 K. Konstellationen varierar med en kombinerad skenbar magnitud av 7,37 - 7,53 med en period av 0,85 dygn, vilket upptäcktes första gången 1987. Båda stjärnorna är mindre massiva än förväntat för en huvudseriestjärna av deras temperatur. Följeslagaren roterar mycket snabbare än primärstjärnan.